# Journée sans voiture
Une journée sans voiture vise à expérimenter une journée de fermeture de la ville aux voitures.
Initialement fixées (en 1996) au 16 septembre au niveau européen, les journées sans voiture font à partir de 2002 partie d'une initiative plus large appelée Semaine européenne de la mobilité.

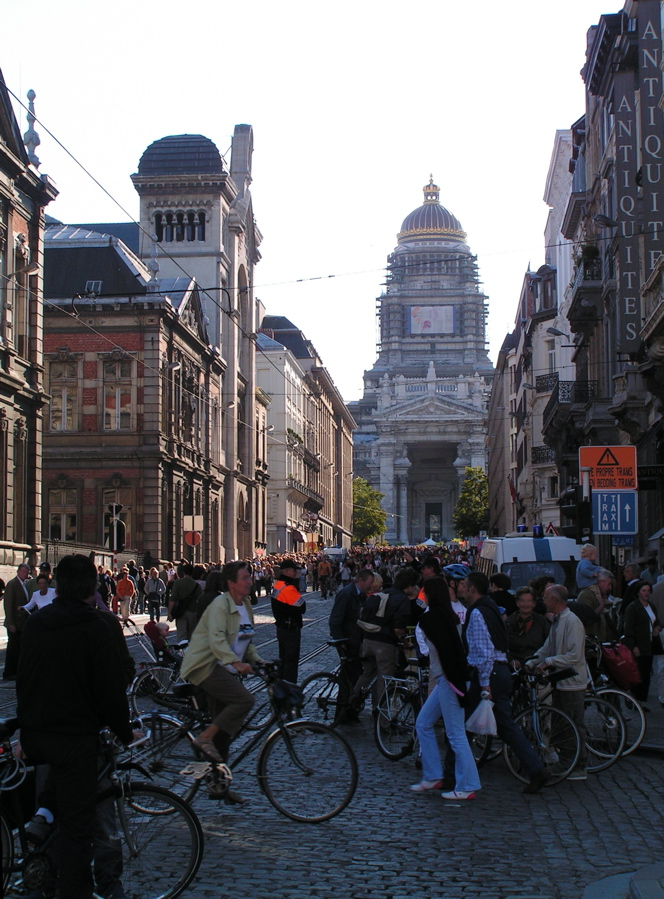
Bruxelles sans voiture 2005

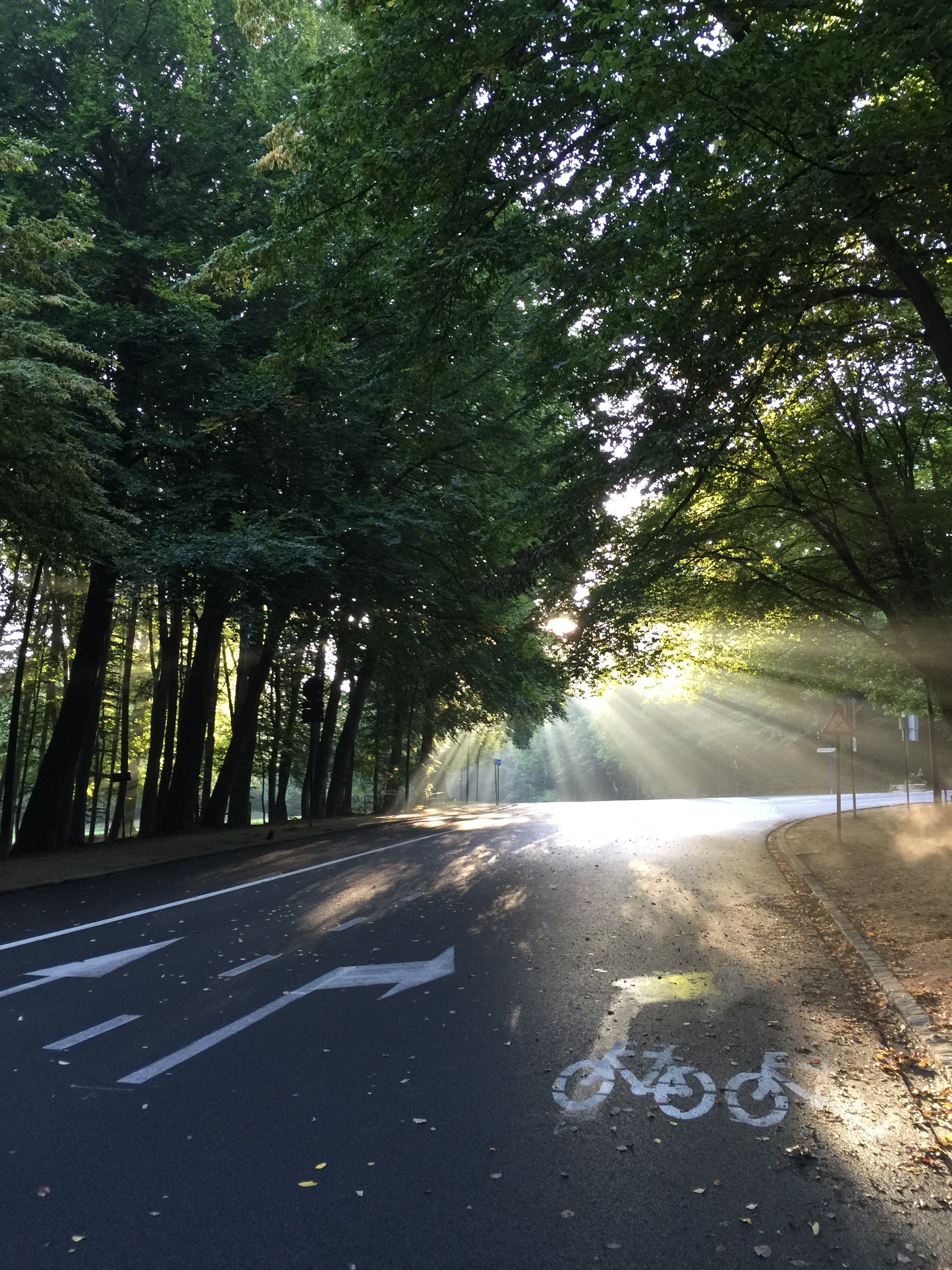
Le bois de la Cambre lors de la journée sans voiture en 2015.

## Genèse: des interdictions face à la crainte de pénuries
De premières interdictions de circuler en voiture le dimanche sont prononcées entre novembre 1956 et janvier 1957 en Belgique, aux Pays-Bas et en Suisse, dans le contexte de l'insurrection de Budapest et de la crise de Suez qui font craindre une pénurie de carburant,. De nouveau, à la suite du premier choc pétrolier, il est interdit de circuler en voiture en Suisse durant trois dimanches consécutifs en novembre 1973 ; trois jours qui, selon L'Illustré, « restent gravés comme des moments particulièrement joyeux » dans la mémoire collective. En Belgique, le premier d'une série de quatre dimanches sans voiture est fixé au 18 novembre. Les Pays-Bas, seul pays européen visé par un embargo complet de l'Organisation des pays exportateurs de pétrole (OPEP), instaurent des dimanches sans voiture du 4 novembre 1973 au 6 janvier 1974, avec comme seules exceptions les médecins en service, les infirmières requises pour des opérations, les invalides, les membres du corps diplomatique, et les étrangers conduisant des voitures non immatriculées dans le pays,. La mesure néerlandaise prend fin pour laisser place au rationnement par coupons.

## Manifestations modernes
La première manifestation officielle moderne eut lieu en juin 1996 à Reykjavik en Islande. Les autorités y avaient organisé une journée sans voiture pour encourager les habitants à une mobilité plus propre, moins consommatrice d'énergie et moins dangereuse.

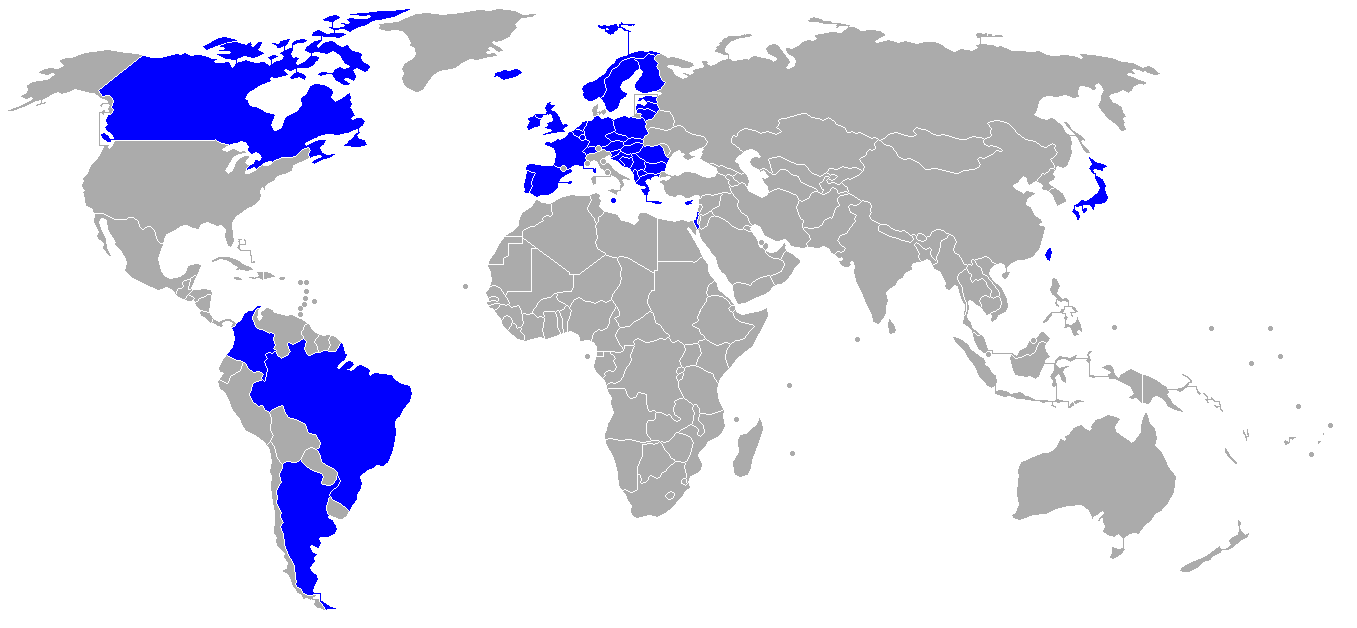
Carte représentant les pays participants aux manifestations de la Semaine européenne de la mobilité et de la Journée sans voitures

En France, c'est La Rochelle qui fut la première, le 9 septembre 1997, à réserver son centre-ville aux piétons, rollers, vélos, tandems, planches à roulettes, etc. L'idée est venue d'Envoyé Spécial, l'émission de France 2, qui cherchait un contre-exemple pour illustrer une émission sur la pollution dans les grandes villes. La mairie a soumis l'affaire au «Forum des 250», les 250 représentants d'associations qui donnent le pouls de la ville.
Depuis 1998, un nombre croissant de villes y ont adhéré (avec un nombre maximal de près de 1500 villes en 2005). En 2006, le nombre total a diminué, tout en comprenant de nouvelles villes participantes. 
L'initiative fut officiellement lancée à échelle européenne en 1998, inscrite dans une Semaine de la mobilité qui présente une thématique différente chaque année (par exemple le changement climatique en 2006). L'idée de situer cette journée à date fixe, le 22 septembre semble souvent céder devant les difficultés à l'organiser un jour de semaine dans les grandes villes[réf. nécessaire]. 
Certains pays ou villes, comme Bruxelles ou Anvers en Belgique organisent cette journée le samedi ou le dimanche précédant le 22 septembre. L'interdiction de circuler est alors totale pour les véhicules à moteur dans un périmètre très étendu (161 km2 pour Bruxelles) : seuls les transports en commun (gratuits ce jour-là), les taxis, les véhicules de secours et les voitures dont les conducteurs sont munis d'une dérogation peuvent y circuler.

### En France
Si certains commerçants ont protesté, craignant la perte de clients, selon le Ministère de l'Environnement, l'initiative En ville sans ma voiture du 22 septembre 1998 a été appréciée de 84 % de Français et 81 % ont souhaité la voir se renouveler et même s'étendre à toutes les villes en 1999. Le bruit a diminué de 50 % ce jour et la pollution de 40 à 50 %.  Ces résultats n'ont cependant été publiés que le 12 janvier suivant[réf. nécessaire].
Depuis la création de la Semaine de la mobilité en France, la « journée sans voiture » a disparu en tant que telle. Des collectifs cyclistes dont Vélorution souhaitent faire revivre cette journée en organisant chaque 22 septembre des manifestations giratoires dans plusieurs grandes villes de France.  À Paris, en 2006, cette manifestation s'est soldée par l'arrestation de 60 cyclistes par la police ; en 2014, 150 cyclistes descendant pacifiquement l'avenue des Champs-Élysées ont été encerclés et immobilisés par plusieurs dizaines de CRS.[réf. nécessaire]
En mars 2015, Anne Hidalgo annonce l'organisation d'une journée sans voiture à Paris pour le dimanche 27 septembre 2015. Depuis mai 2016, cette initiative est reconduite tous les premiers dimanches du mois sur l'avenue des Champs-Élysées.

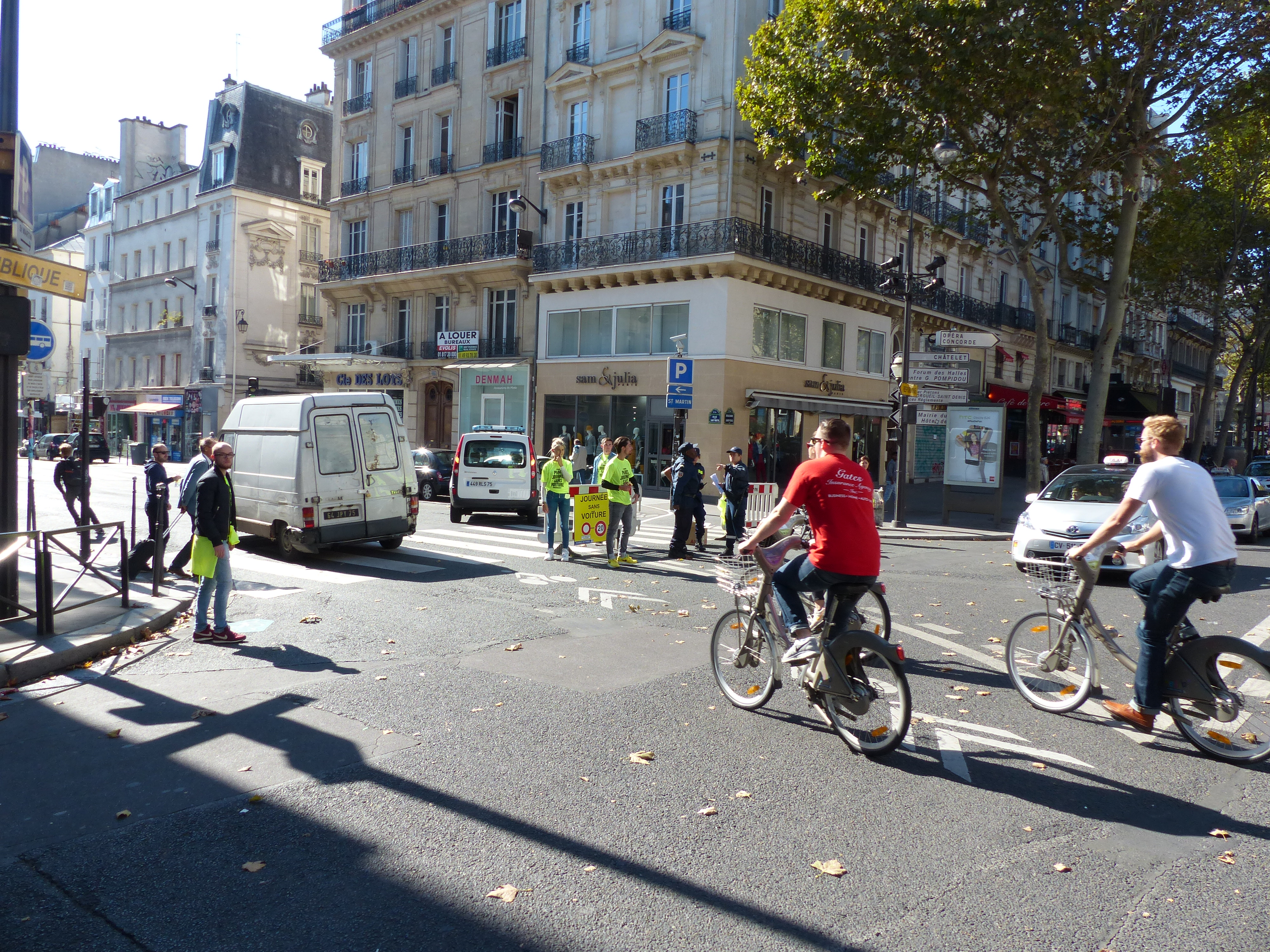
Police et volontaires à la barrière à l'entrée de la rue Saint-Martin, le 27 septembre 2015.
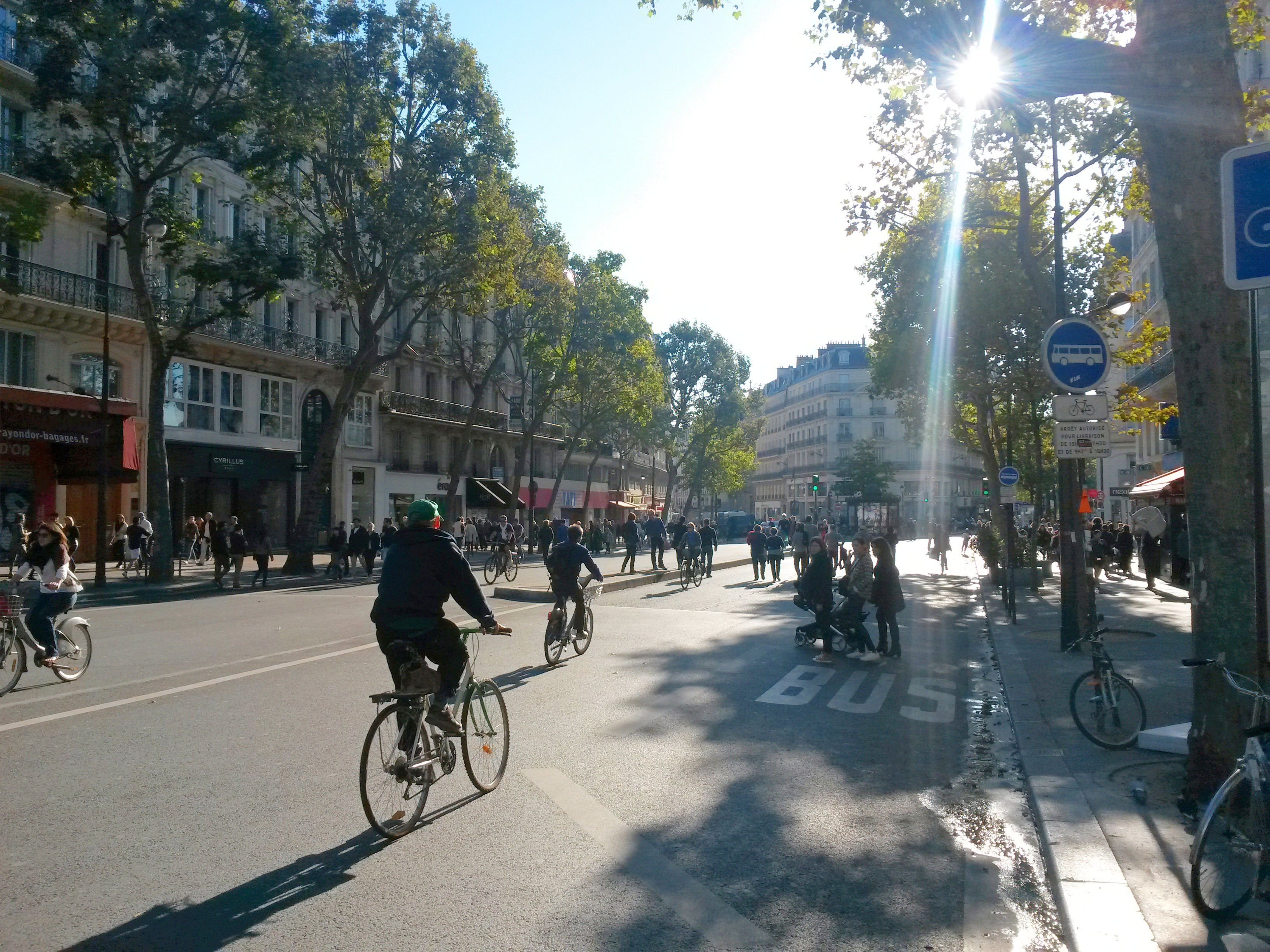
La rue du Temple, Paris, lors de journée sans voiture du 27 septembre 2015.
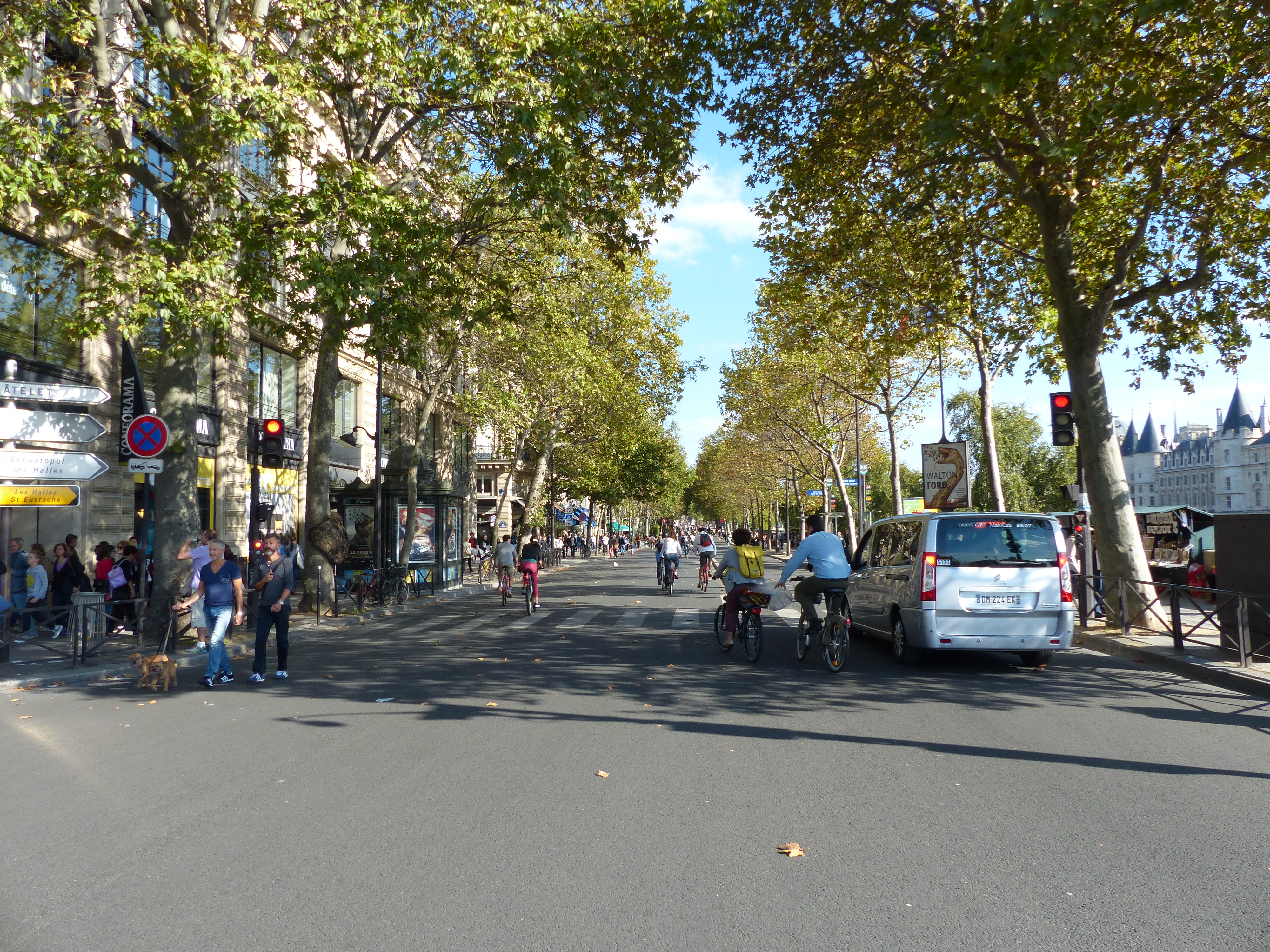
Le quai de la Mégisserie le 27 septembre 2015.
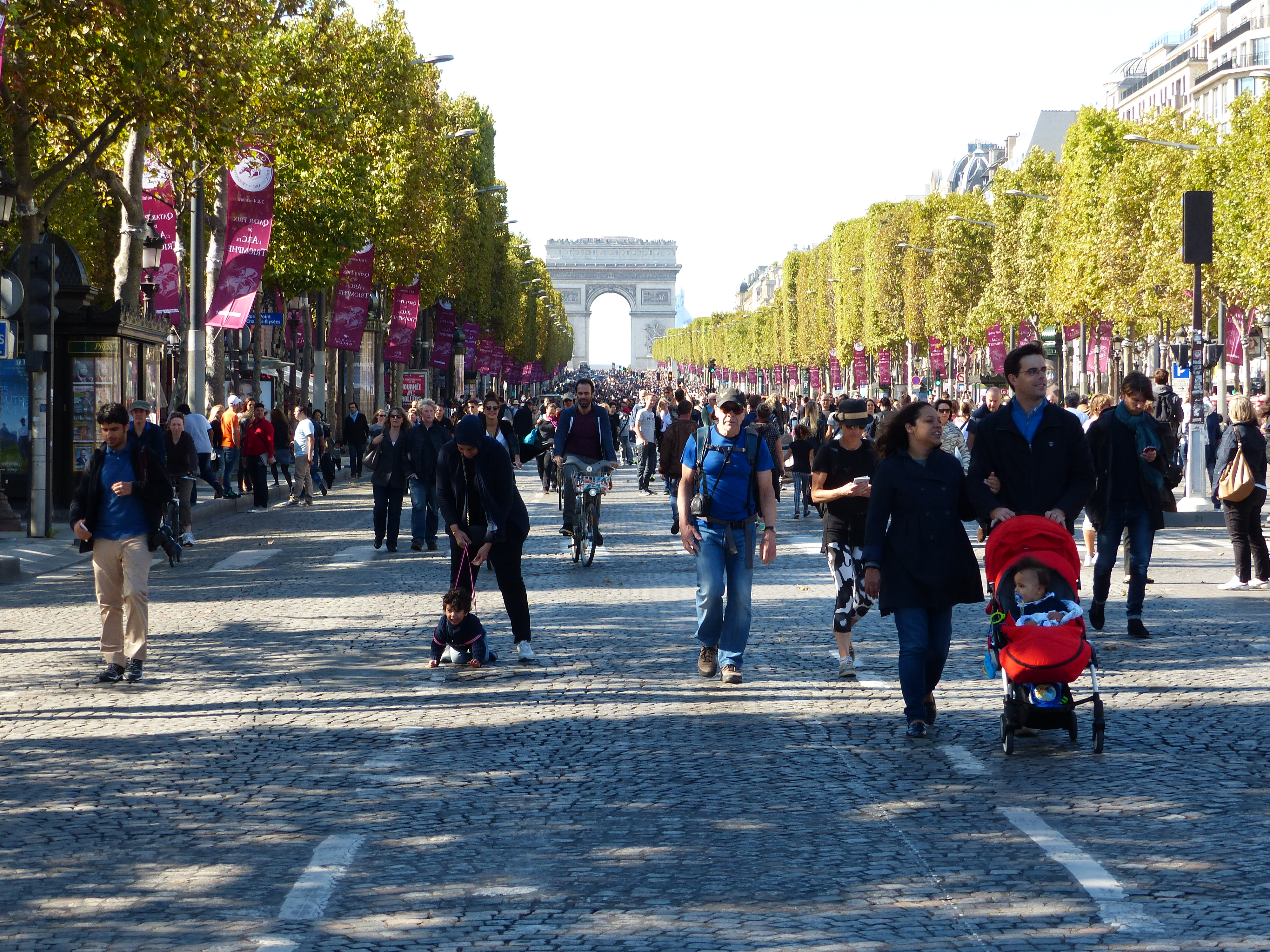
Avenue des Champs-Élysées, le 27 septembre 2015.

### Statistiques de participation des villes
En 2002, le dimanche 22 septembre a vu 1 353 villes de 37 pays européens et quatre villes canadiennes participer officiellement.
En 2003, un millier de villes participent.  En dehors de l'Europe, Buenos Aires, Montréal, Taipei et une dizaine de villes du Brésil participent également à l'opération. 
En 2004, près de 1 500 villes dans une quarantaine de pays se sont mobilisées dont 450 en Espagne[réf. souhaitée].
En 2005, la journée sans voiture concerne 1 452 villes dans le monde et concerne une bonne centaine de millions de citadins dont 70 millions en Europe.
En 2006, le mercredi 22 septembre, 1 279 villes se sont inscrites officiellement dans une quarantaine de pays. On constate une certaine baisse dans certains pays comme la France et la Belgique, mais de nouveaux pays s'inscrivent comme : la Bulgarie, la Croatie, la Macédoine du Nord, la Serbie et la Roumanie[réf. souhaitée].
En 2007, la journée sans voitures semble remplacée en France par une journée pour favoriser l'usage des transports en commun (ticket valable toute la journée à 1 €).  La ville de La Rochelle décide seule de faire la journée sans voitures le 5 octobre 2007, deux semaines après la semaine de la mobilité.

## En Chine
En septembre 2007, la Chine instaure une campagne de communication d'une semaine, se terminant par une journée sans voiture, le samedi 27 septembre. Le ministère de la Construction est à l'initiative de l'évènement. Les solutions alternatives telles la marche, le vélo, le bus et le covoiturage sont recommandées. Durant la semaine du 22 au 26, certaines parties des villes sont interdites aux voitures de 7 h à 19 h. Cent huit villes participent en instaurant une ou plusieurs zones vertes.
L'objectif principal de l'évènement est de promouvoir les transports publics dans le contexte de l'ouverture attendue des Jeux olympiques d'été de 2008 de Pékin.

### Conséquence
Le gouvernement chinois estime que 33 millions de litres d'essence et 3 000 tonnes de CO2 ont été épargnés au cours de cette semaine de sensibilisation. Cependant, en dehors des zones vertes, l'impact est négligeable, à la fois du point de vue de la pollution et du changement des usages. La voiture est en effet un marqueur social très fort.
En 2015, à l'occasion de la journée mondiale de la voiture, conjointement avec le Défilé du Jour de la Victoire en Chine 2015, la circulation est totalement interdite dans Pékin. La police dresse des amendes à tous les contrevenants. Le ciel est bleu pendant la durée de la parade, mais pas au-delà.

## Divers

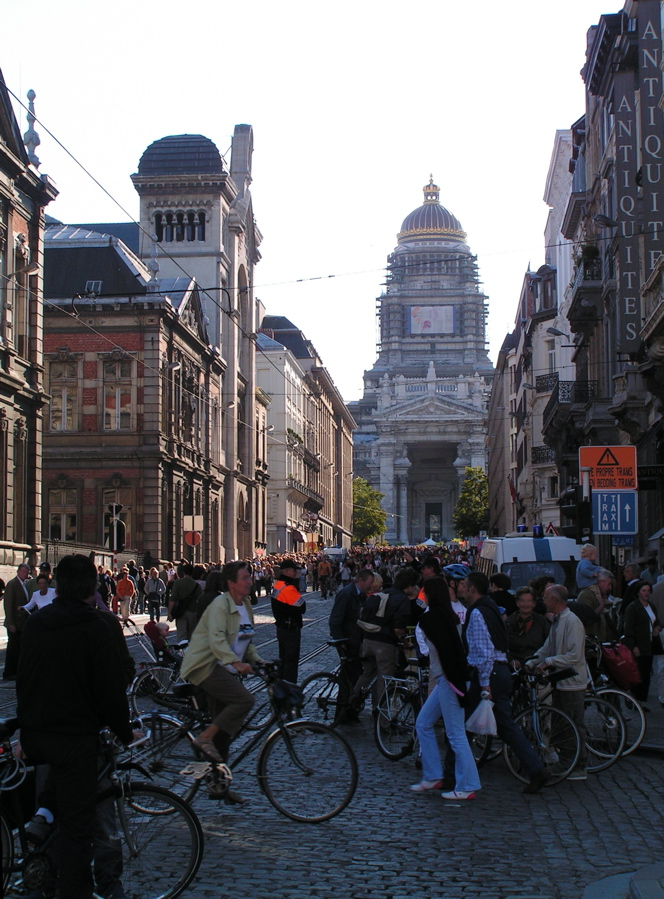
Bruxelles Car Free Day, 2005.
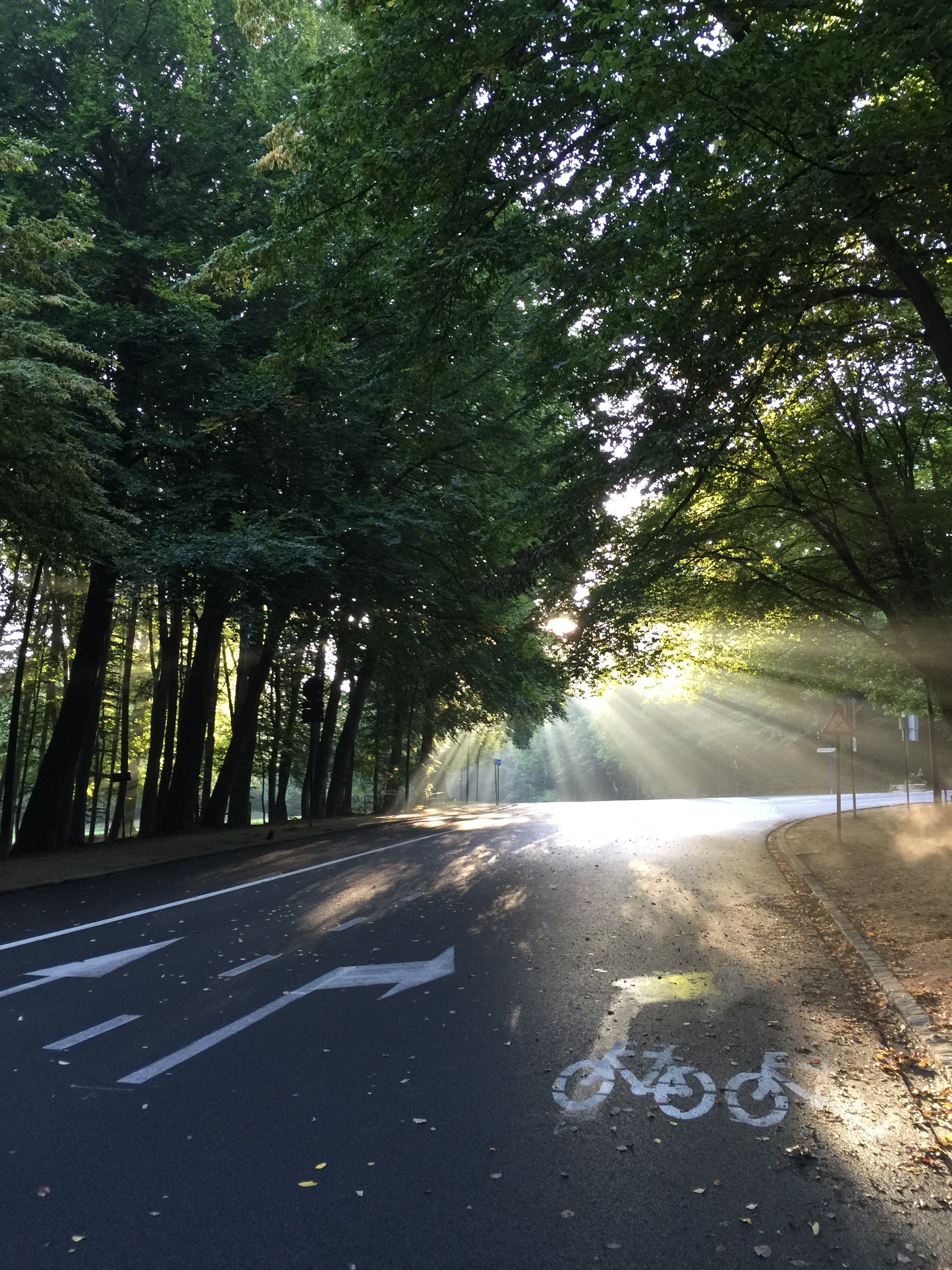
Bois de la Cambre Car-Free Days, 2015.
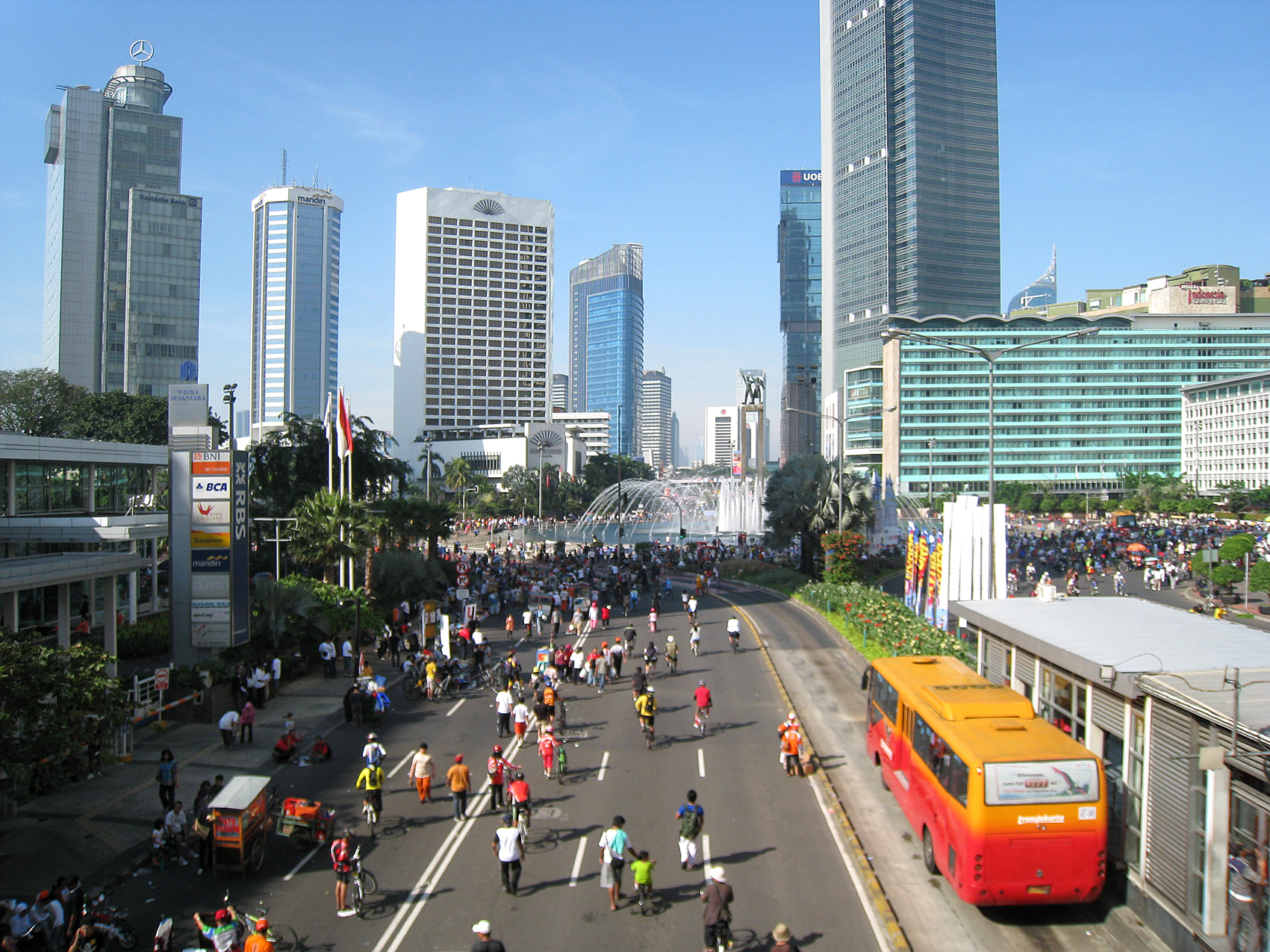
Jakarta weekly Car Free Day, 2010.